# SpVgg Union 08 Herford
SpVgg Union 08 Herford was een Duitse voetbalclub uit Herford, Noordrijn-Westfalen.

## Geschiedenis
De club werd in 1908 opgericht als BV Union 08 Herford. In 1927 werd de naam SpVgg Union aangenomen. De club was aangesloten bij de West-Duitse voetbalbond en speelde in de jaren twintig in de hoogste klasse van de Westfaalse competitie tot aan de invoering van de Gauliga in 1933.
In 1968 fuseerde de club met VfB Einigkeit 07 Herford en werd zo Herforder SC, dat op zijn beurt fuseerde in 1972 met SuS Herford tot het huidige SC Herford.